# Olympia (自転車メーカー)
Cicli OLYMPIA(オリンピア)は、自転車の設計・製造・販売を専門とするメーカーである。現存する中で最も古く歴史のあるイタリアの自転車ブランドの1つで、1893年にミラノでカーロ・ボルギによって設立され、2013年の時点で創業120周年を迎える老舗である。イタリアのパドヴァ県ピオーヴェ・ディ・サッコに工場を設けており、今もイタリア本国でフルカーボンロードバイクやシクロクロス・MTBを製造している。
- （2005年）ハンドメイドロードで有名なイタリアンメーカーScapinとFreraを傘下に収める。
- （2009年）オリンピアは最も高貴な作品を集めたイタリアのデザイン年鑑であるADI Design Indexに掲載された。